# Franz Eulenburg
Franz Eulenburg (* 29. Juni 1867 in Berlin; † 28. Dezember 1943 ebenda) war ein deutscher Wirtschafts- und Sozialwissenschaftler.

## Leben

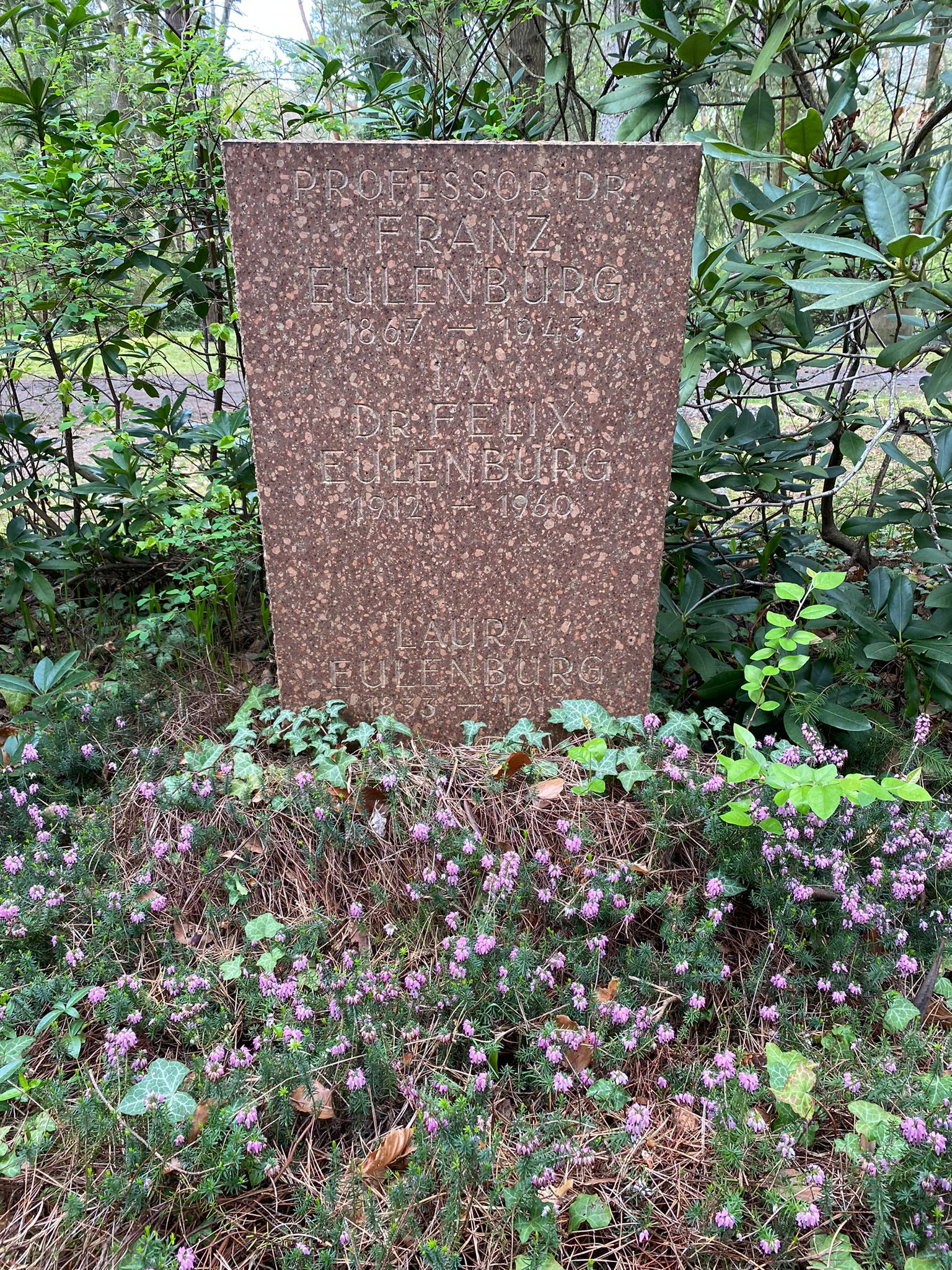
Grabstätte auf dem Südwestkirchhof Stahnsdorf

Eulenburg besuchte das Wilhelm-Gymnasium in Berlin, musste aufgrund wirtschaftlicher Probleme der Familie jedoch die Schule verlassen und eine kaufmännische Lehre in der Konfektionsbranche anfangen. Später konnte er dank der Unterstützung seines Onkels sein Abitur machen. Er studierte an der Universität Berlin (zuerst Medizin, dann Geschichte, Nationalökonomie und Philosophie) und wurde 1892 als Schüler Gustav Schmollers mit einer Arbeit Über Innungen der Stadt Breslau vom 13. bis 15. Jahrhundert promoviert. Im Schmoller-Seminar schloss er lebenslange Freundschaft mit Werner Sombart und Alfred Grotjahn. Eulenburg war Mitglied des Akademisch-Literarischen Vereins Berlin und wurde später Ehrenmitglied mehrerer Studentenverbindungen an der Handelshochschule Berlin.
Nach dem Studium war er im Handel als Kaufmann und an statistischen Ämtern in Berlin und Breslau als wissenschaftlicher Hilfsarbeiter tätig. Eulenburg habilitierte sich 1899 an der Universität Leipzig bei Karl Bücher und wurde dort ab 1905 als Extraordinarius übernommen. Mit einem Aufsatz (Der akademische Nachwuchs), in dem er 1908 die große Zahl von Habilitierten ohne Professur kritisch thematisierte, erzeugte er Widerstände des akademischen Establishments gegen seine eigene Berufung auf einen Lehrstuhl. Dadurch folgte erst lange Zeit später im Jahr 1917 ein Ruf an die RWTH Aachen, wo Eulenburg als Ordinarius für Wirtschaftswissenschaften mit dem Hauptarbeitsgebiet „Arbeiten zur historischen Statistik; Untersuchungen zur allgemeinen Wissenschaftslehre; Beiträge zur volkswirtschaftlichen Theorie.“ eingestellt wurde. Nach Ende des Ersten Weltkrieges musste er als national denkender jüdischer Deutscher aus Aachen fliehen und verlor seinen gesamten Besitz. 1918 starb seine Frau an der Grippe-Epidemie. Später war er mit Gertrud Luthardt verheiratet.
Im Jahr 1919 wechselte er zur Christian-Albrechts-Universität zu Kiel, bevor er schließlich 1926 als Professor an der Handelshochschule in Berlin übernommen wurde. Ab 1933 wurde er aufgrund seiner jüdischen Herkunft aus dem Lehramt gedrängt, konnte jedoch aufgrund seiner vielen Doktoranden noch bis 1935 weiterlehren. 1943 starb er im Hafttrakt des Jüdischen Krankenhauses Berlin an den Folgen von Folter in Gestapo-Haft, nachdem er nach einer Operation verhaftet worden war. Seine Grabstätte befindet sich auf dem Südwestkirchhof Stahnsdorf.

## Bedeutung für die Soziologie
Laut Eisermann umfasste das wissenschaftliche Werk Eulenburgs Wirtschaft und Gesellschaft gleichermaßen souverän, was an Vilfredo Pareto, Joseph Schumpeter und Max Weber erinnere. Eulenburg sei der Maxime gefolgt, dass Soziologie ohne Nationalökonomie „blind“ sei, Nationalökonomie ohne Soziologie dagegen „leer“.

## Schriften (Auswahl)
- Zur Frage der Lohnermittlung (1899).

- Die Frequenz der deutschen Universitäten von ihrer Gründung bis zur Gegenwart (1904, Nachdruck 1994).

- Der Akademische Nachwuchs. Eine Untersuchung ueber die Lage und die Aufgaben der Extraordinarien und Privatdozenten (1908).
- Die Entwicklung der Universität Leipzig in den letzten hundert Jahren. Statistische Untersuchungen (1909, Nachdruck 1995).
- Gutachten zur Sozialisierungsfrage. Erstattet der Generalversammlung des Vereins für Socialpolitik in Regensburg am 15. und 16. September 1919 (1919 – mit Leopold von Wiese).
- Die Preisbildung in der modernen Wirtschaft (1925).
- Außenhandel und Außenhandelspolitik (1929).
- Allgemeine Volkswirtschaftspolitik (1938).
- Das Geheimnis der Organisation (1952 – aus dem Nachlass).